# ناحیه ماژانگ
ماژانگ (به لاتین: Mazhang District) یک سکونتگاه مسکونی در جمهوری خلق چین است که در ژانژیانگ واقع شده‌است.